# Eoeustochus
Eoeustochus is een geslacht van vliesvleugeligen uit de familie Mymaridae. De wetenschappelijke naam van dit geslacht is voor het eerst geldig gepubliceerd in 2011 door Huber.

## Soorten
Het geslacht Eoeustochus omvat de volgende soorten:
- Eoeustochus borchersi Huber, 2011
- Eoeustochus kishenehn Huber, 2011